# Nadie nos va a extrañar
Nadie nos va a extrañar es una serie de televisión por internet de comedia dramática mexicana de 2024, creada por Adriana Pelusi y Gibrán Portela. Se estrenó en Amazon Prime Video el 9 de agosto de 2024. La historia gira en torno a un grupo de jóvenes estudiantes de una preparatoria de mediados de la década de los noventa.

## Argumento
Son los noventa y cinco chicos manejan un negocio ilegal en su preparatoria: venden tareas y trabajos a sus compañeros. La ventaja: nadie nunca sospecha de los nerds. Su negocio les trae dinero y popularidad, pero las hormonas amenazan con arruinarlo todo. Si el negocio colapsa, están en riesgo sus futuros y su amistad.

## Reparto

### Principal
- Nicolás Haza como Alex
- Axel Madrazo como Memo
- Camila Calónico como Marifer
- Virgilio Delgado como Tenoch
- Macarena Oz como Daniela

### Recurrente
- Alejandro Puente como Rafael Medina
- Edu Maruri como Diego
- Daniela Luque como Ilse
- Demetrio Bonilla como Erick
- Asbel Ramses como Benny
- Regina Cedeño como Susana
- Ela Valim como Mariana
- Carla Adell como Paulina
- Fernando Sujo como Jero
- Mauricio Pimentel como Pascual
- Ernesto Laguardia como el director
- Miguel Burra como Salatiel
- Tiaré Scanda como Rocío
- Humberto Busto como Carlos
- Natalia Payán como Lili
- Emanuel Lattanzio como Lalo
- Ana Abarca como Enfermera

## Episodios
| N.º | Título                                          | Dirigido por               | Escrito por    | Fecha de lanzamiento original |
| --- | ----------------------------------------------- | -------------------------- | -------------- | ----------------------------- |
| 1 | «Nadie va a aceptar al nuevo»                   | Catalina Aguilar Mastretta | Raquel Venegas | 9 de agosto de 2024           |
| En 1994, es el primer día de Memo en la preparatoria, dónde conoce a Alex al devolverle un fajo de dinero que tiró accidentalmente. En clase, Memo accidentalmente revela que Alex y su novia Marifer, no han tenido sexo. Alex intenta integrar a Memo a su grupo de amigos, quienes se dedican a hacer tareas y venderlas a sus compañeros. Aunque inicialmente se niegan, Tenoch y Daniela deciden aceptarlo cuando descubren que es bueno en inglés. Mientras tanto, Marifer comienza a pensar que Alex quiere terminar con ella, y Memo se acerca a ella para tratar de disculparse. Al final ambos comparten un momento cuando él le muestra de su música. Alex conoce a Rafael Medina, el nuevo empleado de la videoteca de su padre. |                                                 |                            |                |                               |
| 2 | «Nadie se va a salir con la suya»               | Catalina Aguilar Mastretta | Raquel Venegas | 9 de agosto de 2024           |
| Alex pasa tiempo con Rafa en la videoteca de su padre, e intenta ocultarle a Marifer que empieza a sentirse atraído por él. La maestra Ilse comienza a sospechar que sus alumnos hacen trampa en sus tareas. Motivado por las experiencias de Rafa, Alex intenta defender a Memo de los matones de la escuela, al negarles la venta de tareas. A consecuencia de esto, Diego obliga a todos sus compañeros a que dejen de comprarle tareas al grupo. Daniela ve a Diego en secreto, y le pide que se disculpe con Memo para arreglar las cosas, pero este se niega. Alex le cuenta a Memo que Diego era su amigo antes de que su mamá muriera, y desde entonces dejaron de hablar porque él ya no quería ser un matón. Tenoch se alía con Memo para arreglar la situación con Diego y sus amigos, pero Daniela es quien termina resolviendo el problema cuando se lo pide a Diego. Diego le dice a Daniela que ella debería poner su propio negocio sin los demás. Alex pasa la tarde con Rafa en la videoteca y deja plantada a Marifer, quien los encuentra casi besándose mientras ven una película. |                                                 |                            |                |                               |
| 3 | «Nadie hizo la tarea de inglés»                 | Catalina Aguilar Mastretta | Raquel Venegas | 9 de agosto de 2024           |
| Marifer ya no está tan segura de los sentimientos de Alex. Esto hace que pierda la concentración, justo cuando más la necesita para los negocios. Hay un trabajo monumental que solo ella y Memo pueden llevar a cabo, porque es en inglés. Memo entiende a Marifer más que su propio novio. |                                                 |                            |                |                               |
| 4 | «Nadie va a ir a la fiesta de Mariana»          | Catalina Aguilar Mastretta | Raquel Venegas | 9 de agosto de 2024           |
| Invitan a la banda a una fiesta. Más de la mitad de los integrantes de la banda nunca han ido a una fiesta. Para todos es un momento de decepciones, nuevas conexiones inesperadas. Para Alex es un momento de recordar quién era antes. Solo Memo se divierte, por accidente. Pero una revelación al final de la fiesta lo puede arruinar todo. |                                                 |                            |                |                               |
| 5 | «Nadie va a hablar de lo que pasó en la fiesta» | Catalina Aguilar Mastretta | Raquel Venegas | 9 de agosto de 2024           |
| Todo el mundo tiene que enfrentar las consecuencias de la fiesta. Memo es inesperadamente popular, pero al resto de la banda no le fue tan bien. En especial a Alex, quien ahora es el objeto de las burlas y chismes de sus compañeros. Daniela hace un último intento con Diego, ¿tendrá este amor un final de telenovela? |                                                 |                            |                |                               |
| 6 | «Nadie va a cantar en el karaoke»               | Catalina Aguilar Mastretta | Raquel Venegas | 9 de agosto de 2024           |
| La maestra de inglés sospecha del grupo, así que, ¿tal vez sea momento de cerrar el negocio para siempre? En lo que deciden, Memo invita a sus amigos a su casa, para estrenar la máquina de karaoke que le acaban de regalar sus papás. A lo mejor arreglan las cosas, a lo mejor todo termina peor. Pero Memo no sospecha que para él todo va a cambiar para siempre. |                                                 |                            |                |                               |
| 7 | «Nadie va a poder contra el lado oscuro»        | Catalina Aguilar Mastretta | Raquel Venegas | 9 de agosto de 2024           |
| Tenoch tiene un plan heroico con el que va a retirarse para siempre del tráfico de tareas: robar el examen de física, el examen rompe promedios. Para eso recluta a Memo, quien parece tener su propio plan secreto. El resto del grupo tiene que lidiar con sus problemas románticos, están peor que en telenovela juvenil. Nadie se da cuenta, pero la oscuridad los está acechando. |                                                 |                            |                |                               |
| 8 | «Nadie nos va a extrañar»                       | Catalina Aguilar Mastretta | Raquel Venegas | 9 de agosto de 2024           |
| El grupo se enfrenta a una pérdida. Ahora es cuando tienen que estar más unidos, pero tal vez no puedan superar los problemas que terminaron con el negocio. Tienen una última misión, la más peligrosa. ¿La enfrentarán juntos? |                                                 |                            |                |                               |

## Producción
Fue producida por The Inmigrant. La banda sonora de la serie contó con temas musicales populares de los años ochenta y del transcurso de los noventa. La cantante mexicana Julieta Venegas escribió un tema original para la emisión llamado «A dónde va el viento».

## Lanzamiento
Nadie nos va a extrañar subió sus episodios a la plataforma de streaming Amazon Prime Video el 8 de agosto de 2024, y un día después estuvieron disponibles para visualizarse, marcado su estreno oficial para el 9 de agosto.